# 刘欢乐
刘欢乐（?—?），中国五胡十六国漢國皇族。新兴（今山西省忻州）匈奴人。
309年十二月，汉国皇帝刘渊以陈留王刘欢乐为太傅，楚王刘聪为大司徒，江都王刘延年为大司空。310年七月初九，刘渊卧病不起，七月初十，以陈留王刘欢乐任太宰，长乐王刘洋为太傅，江都王刘延年为太保，楚王刘聪为大司马、大单于，全部兼任录尚书事。在平阳西侧设单于台。齐王刘裕为大司徒，鲁王刘隆为尚书令，北海王刘乂为抚军大将军兼司隶校尉，始安王刘曜为征讨大都督兼单于左辅，廷尉乔智明为冠军大将军兼单于右辅，光禄大夫刘殷为左仆射，王育为右仆射，朱纪为中书监。七月十六，刘渊召太宰刘欢乐等入宫，受遗诏辅政。七月十八，刘渊去世。太子刘和继位。

## 资料来源
- 《资治通鉴》晋纪